# Женская сборная Болгарии по волейболу
Женская национальная сборная Болгарии по волейболу (болг. Женски национален отбор по волейбол на България ) — представляет Болгарию на международных соревнованиях по волейболу. Управляющей организацией выступает Болгарская федерация волейбола (Българска федерация по волейбол — БФВ).

## История
Первое появление женской сборной Болгарии на международной арене относится к сентябрю 1946 года, когда она приняла участие в чемпионате Балканских стран (Балканиаде) по волейболу, проводившемся в столице Румынии Бухаресте. В этом турнире болгарские волейболистки заняли 3-е место, проиграв сборным Югославии и Румынии и одержав победу над Албанией.
Дебют сборной Болгарии в официальных международных соревнованиях ФИВБ состоялся в октябре 1950 года на домашнем чемпионате Европы. В матче открытия команда хозяев соревнований уступила сборной Польши со счётом 0:3. Затем болгарская команда победила Румынию и Венгрию и проиграла Чехословакии и СССР, заняв итоговое 4-е место. Через два года сборная Болгарии была среди участников первого женского чемпионата мира, проходившего в Москве, и также стала четвёртой.
В 1950-е—1970-е годы женская национальная команда Болгарии являлась одной из сильнейших сборных Европы, но на протяжении почти 30 лет на первенствах континента она практически каждый раз останавливалась в одном—двух шагах от призового места. Та же картина повторялась и на трёх чемпионатах мира, в которых болгарки принимали участие с 1956 по 1970 годы.
Прорыв в результатах болгарского женского волейбола связан с тренером Василом Симовым, возглавлявшим сборную в 1978—1981 годах. В 1979 болгарские волейболистки впервые стали бронзовыми призёрами чемпионата Европы, через год выиграли медали такого же достоинства на московской Олимпиаде (правда попали туда они благодаря отказу от участия трёх сборных — Японии, США и Китая), а в 1981 на домашнем первенстве Европы стали чемпионками «Старого Света». На победном для себя турнире сборная Болгарии одержала 7 побед в 7 матчах, с сухим счётом 3:0 переиграв в заключительной встрече финального раунда действующих олимпийских чемпионок и чемпионок Европы сборную СССР. Во всех трёх «медальных» турнирах за болгарскую сборную выступали капитан команды Таня Гогова, Верка Стоянова, Анка Узунова, Румяна Каишева, Цветана Божурина, Росица Михайлова, Мая Стоева, Таня Димитрова
В 1982 году Васил Симов был назначен главным тренером мужской сборной Болгарии, а результаты женской национальной команды пошли вниз. Сказался при этом и начавшийся в женской сборной страны болезненный процесс смены поколений. Лишь в сентябре 2001 года сборная вновь смогла подняться на пьедестал почёта чемпионата Европы, который через 20 лет опять принимала у себя Болгария. В полуфинале первенства болгарские волейболистки уступили итальянкам, а в матче за «бронзу» переиграли сборную Украины. Самым результативным игроком турнира стала одна из сильнейших нападающих европейского волейбола 1990—2000-х годов болгарка Антонина Зетова.
В последующем вот уже на протяжении 12 лет сборная Болгарии не показывает, за исключением Евролиги, каких либо ощутимых успехов на международной арене, оказываясь вдали от призовых мест. После 2002 года болгарские волейболистки ни разу не смогли квалифицироваться ни на Олимпийские игры, ни на чемпионаты мира, а на чемпионатах Европы лучшего чего им удалось добиться за этот период — это дважды попасть в семёрку в итоговом распределении мест (2003 и 2009). Не лучшим образом на игре сборной сказалась и тренерская чехарда, когда на посту наставника команды за десятилетие перебывало 6 специалистов.
В 2012 главным тренером женской сборной Болгарии был назначен итальянец Марчелло Аббонданца. Под его руководством команда благодаря призовому месту в Евролиге 2012 оказалась среди участников Гран-при 2013 года. Самым запоминающимся от выступления болгарских волейболисток на этом турнире стала их победа над сборной Бразилии со счётом 3:1, но в финальный раунд соревнований болгарки попасть не смогли, заняв 9-е место при 6 победах и трёх поражениях.
Уверенная игра сборной в целом ряде матчей Гран-при высоко подняла её котировки в преддверии чемпионата Европы 2013, но удачно стартовав на Евро победой над сборной Сербии 3:2, в дальнейшем болгарки потерпели два поражения (от Польши 1:3 и Чехии 2:3) и закончили выступление на турнире, не сумев выйти из группы.
В феврале 2014 года новым главным тренером сборной Болгарии назначен известный российский специалист, бывший наставник женской национальной команды России Владимир Кузюткин. Под его руководством в том же году болгарские волейболистки впервые выиграли Кубок Ельцина, заняли 1-е место в 3-м дивизионе Гран-при и после 12-летнего перерыва выступили на чемпионате мира, показав в целом ряде матчей мирового первенства вполне достойную игру. По итогам сезона в мировом рейтинге сборная Болгарии поднялась сразу на 14 ступенек вверх — с 35-го на 21-е место.
После чемпионата мира контракт с Кузюткиным продлён не был, а с мая 2015 года наставником болгарской сборной стал сербский тренер Драган Нешич. Выступление национальной женской команды Болгарии в сезоне-2015 удачным не назовёшь — на Европейских играх и чемпионате Европы она выбывала из борьбы уже после группового раунда, а в Гран-при заняла лишь 5-е место во 2-м дивизионе.
В 2016 новым главным тренером сборной Болгарии назначен опытный специалист Иван Димитров, а его ассистентом стала одна из самых выдающихся болгарских волейболисток Антонина Зетова.
В 2018 под руководством тренера Ивана Петкова, в том же году возглавившего сборную, команда Болгарии впервые выиграла Евролигу, а затем первенствовала в Кубке претендентов, получив возможность в сезоне 2019 года стартовать в Лиге наций. 
В 2021 болгарские волейболистки во 2-й раз в своей истории выиграли Евролигу, но на проходившем в том же году чемпионате Европы выбыли уже на стадии 1/8 финала, неожиданно уступив в Пловдиве сборной Швеции 2:3.

## Результаты выступлений и составы

### Олимпийские игры
| - 1964 — не квалифицировалась - 1968 — не квалифицировалась - 1972 — не квалифицировалась - 1976 — не квалифицировалась - 1980 — 3-е место - 1984 — не квалифицировалась - 1988 — не квалифицировалась - 1992 — не квалифицировалась | - 1996 — не квалифицировалась - 2000 — не участвовала - 2004 — не квалифицировалась - 2008 — не квалифицировалась - 2012 — не квалифицировалась - 2016 — не участвовала - 2020 — не квалифицировалась - 2024 — не квалифицировалась |

- 1980: Таня Гогова, Валентина Харалампиева, Сильвия Петрунова, Анка Узунова, Верка Стоянова, Румяна Каишева, Мая Стоева, Таня Димитрова, Цветана Божурина, Росица Михайлова, Маргарита Герасимова, Галина Станчева. Тренер — Васил Симов.

### Чемпионаты мира
| - 1952 — 4-е место - 1956 — 5-е место - 1960 — не участвовала - 1962 — 4-е место - 1967 — не участвовала - 1970 — 5-е место - 1974 — 13-е место - 1978 — 9-е место - 1982 — 9-е место - 1986 — 12-е место | - 1990 — не квалифицировалась - 1994 — не квалифицировалась - 1998 — 9—10-е место - 2002 — 8-е место - 2006 — не квалифицировалась - 2010 — не квалифицировалась - 2014 — 11—12-е место - 2018 — 11—12-е место - 2022 — 17-е место - 2025 — |

- 1962: Цветана Берковска, Екатерина Янева, Мария Димчева, Янка Радева, Лилиана Виткова, Нели Чакырова, Виолета Андонова, Богдана Ленкова, С.Михайлова, М.Георгиева, С.Николова, Л.Станчева.
- 1974: Таня Гогова, Галина Станчева, Росица Михайлова, Цветана Божурина, Р.Иванова, М.Петкова, М.Вучкова, М.Маркова, Л.Иосифова, М.Василева, М.Миткова, М.Панчовска.
- 1978: Таня Гогова, Цветана Божурина, Румяна Каишева, Теодора Мумджиева, Верка Стоянова, Анка Узунова, Сильвия Петрунова, Росица Михайлова, М.Маркова, Л.Иосифова.
- 1982: Верка Стоянова, Мая Стоева, Теодора Мумджиева, Мила Рангелова, Валентина Харалампиева, Ваня Манова, …
- 1998: Антонина Зетова, Ваня Соколова, Десислава Величкова, Нели Маринова, Славка Узунова, Теодора Бечева, Десислава Никодимова, Эмилия Пашова, Анета Германова, Илияна Гочева, Анна Иванова, Илияна Петкова. Тренер — Стефан Панчев.
- 2002: Марина Марик, Ваня Соколова, Антонина Зетова, Нели Нешич (Маринова), Любка Дебарлиева, Славка Димитрова (Узунова), Радосвета Тенева, Елена Кунова, Анета Германова, Илияна Гочева, Елена Колева, Илияна Петкова. Тренер — Стефан Панчев.
- 2014: Диана Ненова, Лора Китипова, Добриана Рабаджиева, Цветелина Заркова, Кремена Каменова, Христина Русева, Ивелина Монова, Мария Филипова, Славина Колева, Нася Димитрова, Элица Василева, Страшимира Филипова, Эмилия Николова, Елена Колева. Тренер — Владимир Кузюткин.
- 2018: Гергана Димитрова, Нася Димитрова, Кристиана Петрова, Веселина Григорова, Мирослава Паскова, Лора Китипова, Петя Баракова, Моника Крастева, Мира Тодорова, Христина Русева, Мария Каракашева, Ивелина Монова, Жана Тодорова, Сильвана Чаушева. Тренер — Иван Петков.
- 2022: Гергана Димитрова, Нася Димитрова, Елена Бечева, Мария Йорданова, Мирослава Паскова, Лора Китипова, Петя Баракова, Борислава Сайкова, Мира Тодорова, Мила Пашкулева, Элица Василева-Атанасиевич, Радостина Маринова, Сильвана Чаушева, Мария Кривошийска. Тренер — Лоренцо Мичелли.

### Кубок мира
В розыгрыши 1973, 1977 и 1985—2019 сборная Болгарии не квалифицировалась.
- 1981 — 7-е место

### Гран-при
В розыгрышах Гран-при 1993—2003 сборная Болгарии не участвовала.
| - 2004 — не квалифицировалась - 2005 — не квалифицировалась - 2006 — не квалифицировалась - 2007 — не квалифицировалась - 2008 — не квалифицировалась - 2009 — не квалифицировалась - 2010 — не квалифицировалась | - 2011 — не квалифицировалась - 2012 — не квалифицировалась - 2013 — 9-е место - 2014 — 21-е место (1-е в 3-м дивизионе) - 2015 — 17-е место (5-е во 2-м дивизионе) - 2016 — 16-е место (4-е во 2-м дивизионе) - 2017 — 17-е место (5-е во 2-м дивизионе) |

- 2013: Диана Ненова, Десислава Николова, Лора Китипова, Добриана Рабаджиева, Цветелина Заркова, Христина Русева, Мария Каракашева, Мария Филипова, Славина Колева, Элица Василева, Страшимира Филипова, Эмилия Николова. Тренер — Марчелло Аббонданца.
- 2014: Диана Ненова, Десислава Николова, Сильвана Чаушева, Лора Китипова, Добриана Рабаджиева, Цветелина Заркова, Цветелина Николова, Ева Янева, Петя Баракова, Кремена Каменова, Христина Русева, Виктория Григорова, Ивелина Монова, Славина Колева, Нася Димитрова, Элица Василева, Страшимира Филипова, Эмилия Николова, Габриэла Цветанова, Гергана Петрова, Мира Тодорова, Милена Димова. Тренер — Иван Петков.
- 2015: Десислава Николова, Кристина Гунчева, Габриэла Коева, Ева Янева, Петя Баракова, Гергана Димитрова, Сильвана Чаушева, Жана Тодорова, Симона Димитрова, Мира Тодорова, Милена Димова, Юлия Стоянова. Тренер — Драган Нешич.
- 2016: Гергана Димитрова, Нася Димитрова, Лора Китипова, Мирослава Паскова, Цветелина Заркова, Ева Янева, Петя Баракова, Виктория Григорова, Мира Тодорова, Мария Данчева, Мария Филипова, Эмилия Николова, Элица Василева, Юлия Стоянова, Вероника Бежандольска. Тренер — Иван Димитров.
- 2017: Гергана Димитрова, Юлия Стоянова, Русена Сланчева, Нася Димитрова, Добриана Рабаджиева, Мирослава Паскова, Петя Баракова, Элица Баракова, Христина Русева, Мария Данчева, Элица Василева, Веселина Григорова, Кристина Гунчева. Тренер — Иван Димитров.

### Лига наций
- 2019 — 16-е место
- 2022 — 14-е место
- 2023 — 13-е место
- 2024 — 16-е место
- 2025 — 13-е место

- 2019: Гергана Димитрова, Нася Димитрова, Мария Данчева, Симона Димитрова, Мирослава Паскова, Лора Китипова, Петя Баракова, Мира Тодорова, Мария Каракашева, Мирела Шахпазова, Жана Тодорова, Елена Бечева, Сильвана Чаушева, Мария Кривошийска, Сильвия Андреева. Тренер — Иван Петков.

### Кубок претендентов
- 2018 — 1-е место

- 2018: Гергана Димитрова, Нася Димитрова, Кристиана Петрова, Веселина Григорова, Лора Китипова, Петя Баракова, Моника Крастева, Мира Тодорова, Христина Русева, Мария Каракашева, Ивелина Монова, Жана Тодорова, Борислава Сайкова, Сильвана Чаушева, Александра Миланова. Тренер — Иван Петков.

### Чемпионаты Европы
| - 1949 — не участвовала - 1950 — 4-е место - 1951 — не участвовала - 1955 — 5-е место - 1958 — 5-е место - 1963 — 5-е место - 1967 — 6-е место - 1971 — 4-е место - 1975 — 4-е место - 1977 — 7-е место - 1979 — 3-е место - 1981 — 1-е место - 1983 — 4-е место - 1985 — 10-е место - 1987 — 4-е место - 1989 — 7-е место - 1991 — 7-е место | - 1993 — 9—10-е место - 1995 — 5-е место - 1997 — 4-е место - 1999 — 7-е место - 2001 — 3-е место - 2003 — 7-е место - 2005 — 9—10-е место - 2007 — 11—12-е место - 2009 — 7—8-е место - 2011 — 13—16-е место - 2013 — 13—16-е место - 2015 — 13—16-е место - 2017 — 9—12-е место - 2019 — 5—8-е место - 2021 — 9—16-е место - 2023 — 5—8-е место - 2026 — |

- 1979: Таня Гогова, Верка Стоянова, Мая Стоева, Румяна Каишева, Цветана Божурина, Анка Узунова, Теодора Мумджиева, Росица Михайлова, Таня Димитрова, Сильвия Петрунова, Н.Милева, М.Халачева. Тренер — Васил Симов.
- 1981: Таня Гогова, Верка Стоянова, Мая Стоева, Румяна Каишева, Цветана Божурина, Анка Узунова, Росица Михайлова, Мила Рангелова, Галина Станчева, Ваня Манова, Таня Димитрова, Зл.Стоичкова. Тренер — Васил Симов.
- 2001: Марина Марик, Ваня Соколова, Антонина Зетова, Десислава Величкова, Нели Нешич, Елена Арсова, Анета Германова, Илияна Гочева, Эмилия Серафимова, Радостина Градева, Анна Миланова, Илияна Петкова. Тренер — Эмил Тренев.
- 2003: Радостина Рангелова, Марина Марик, Ваня Соколова, Антонина Зетова, Нели Нешич, Любка Дебарлиева, Радосвета Тенева, Елена Кунова, Анета Германова, Елена Колева, Ева Янева, Илияна Петкова. Тренер — Джованни Гуидетти.
- 2005: Илияна Гочева, Вяра Хаджимоскова, Цветелина Заркова, Мартина Георгиева, Ева Янева, Любка Дебарлиева, Ваня Соколова, Мария Филипова, Елена Колева, Антонина Зетова, Страшимира Филипова, Эвелина Цветанова. Тренер — Мирослав Живков.
- 2007: Диана Ненова, Деница Карауланова, Цветелина Заркова, Мартина Георгиева, Ева Янева, Любка Дебарлиева, Радосвета Тенева, Мария Филипова, Елена Колева, Элица Василева, Петя Цекова, Страшимира Филипова. Тренер — Драган Нешич.
- 2009: Таня Сабкова, Эвелина Цветанова, Анета Германова, Цветелина Заркова, Ева Янева, Любка Дебарлиева, Радостина Читигой, Мария Филипова, Елена Колева, Элица Василева, Страшимира Филипова, Илияна Петкова. Тренер — Драган Нешич.
- 2011: Лора Китипова, Кристина Колчагова, Таня Сабкова, Добриана Рабаджиева, Цветелина Заркова, Габриэла Коева, Любка Дебарлиева, Кремена Каменова, Христина Русева, Мария Каракашева, Ивелина Монева, Элица Василева, Страшимира Филипова, Эмилия Николова. Тренер — Димо Тонев.
- 2013: Диана Ненова, Десислава Николова, Лора Китипова, Добриана Рабаджиева, Цветелина Заркова, Габриэла Коева, Христина Русева, Мария Каракашева, Мария Филипова, Славина Колева, Жана Тодорова, Элица Василева, Страшимира Филипова, Эмилия Николова. Тренер — Марчелло Аббонданца.
- 2015: Десислава Николова, Нася Димитрова, Лора Китипова, Добриана Рабаджиева, Габриэла Коева, Ева Янева, Петя Баракова, Христина Русева, Мария Филипова, Сильвана Чаушева, Элица Василева, Эмилия Николова, Мира Тодорова, Юлия Стоянова. Тренер — Драган Нешич.
- 2017: Диана Ненова, Нася Димитрова, Добриана Рабаджиева, Мирослава Паскова, Лора Китипова, Ева Янева, Гергана Димитрова, Христина Русева, Мария Данчева, Мария Филипова, Эмилия Димитрова, Жана Тодорова, Элица Василева, Страшимира Симеонова (Филипова). Тренер — Иван Димитров.
- 2019: Гергана Димитрова, Нася Димитрова, Кристиана Петрова, Мирослава Паскова, Лора Китипова, Петя Баракова, Мира Тодорова, Мария Каракашева, Александра Миланова, Элица Василева, Жана Тодорова, Елена Бечева, Мария Кривошийска, Вангелия Рачковска. Тренер — Иван Петков.
- 2021: Гергана Димитрова, Нася Димитрова, Ева Янева, Мария Йорданова, Мирослава Паскова, Лора Китипова, Петя Баракова, Мира Тодорова, Христина Вучкова, Эмилия Димитрова, Жана Тодорова, Элица Василева, Галина Карабашева, Александра Миланова. Тренер — Иван Петков.

### Евролига
- 2009 —  3-е место
- 2010 —  2-е место
- 2011 —  3-е место
- 2012 —  2-е место
- 2013 —  3-е место
- 2014 — 5—6-е место
- 2015 — не участвовала
- 2016 — не участвовала
- 2017 — не участвовала
- 2018 —   1-е место
- 2019 — не участвовала
- 2021 —   1-е место
- 2022 — не участвовала
- 2023 — не участвовала
- 2024 — не участвовала

- 2018: Гергана Димитрова, Нася Димитрова, Кристиана Петрова, Веселина Григорова, Лора Китипова, Петя Баракова, Моника Крастева, Мира Тодорова, Христина Русева, Мария Каракашева, Ивелина Монова, Жана Тодорова, Борислава Сайкова, Сильвана Чаушева, Александра Миланова. Тренер — Иван Петков.
- 2021: Гергана Димитрова, Нася Димитрова, Мария Йорданова, Мирослава Паскова, Лора Китипова, Петя Баракова, Борислава Сайкова, Мира Тодорова, Христина Вучкова, Эмилия Димитрова, Жана Тодорова, Элица Василева, Галина Карабашева, Александра Миланова. Тренер — Иван Петков.

### Европейские игры
- 2015 — 9—10-е место
- 2015: Нася Димитрова, Лора Китипова, Добриана Рабаджиева, Габриэла Коева, Петя Баракова, Гергана Димитрова, Христина Русева, Мария Филипова, Сильвана Чаушева, Жана Тодорова, Элица Василева, Эмилия Николова, Симона Димитрова, Мира Тодорова. Тренер — Драган Нешич.

### Балканиада
- 1-е место — 1970, 1972, 1976, 1979, 1980, 1981, 1984, 1985, 1986, 1988.
- 2-е место — 1973, 1974, 1975, 1978, 1983, 1990, 1992.
- 3-е место — 1946, 1947, 1971, 1982.

### «Дружба-84»
- 1984 — 5-е место

### Кубок Бориса Ельцина
- 1-е место — 2014
- 2-е место — 2008

## Состав
Сборная Болгарии в Лиге наций 2024
| №  | Имя, фамилия       | Год рождения | Рост | Амплуа      | Клуб                       |
| -- | ------------------ | ------------ | ---- | ----------- | -------------------------- |
| 1  | Эмилета Рачева     | 1998         | 184  | нападающая  | «Уйпешти ТЕ» Будапешт      |
| 5  | Мария Йорданова    | 2002         | 185  | нападающая  | «Радомка» Радом            |
| 6  | Мирослава Паскова  | 1996         | 180  | нападающая  | «Гёзтепе» Измир            |
| 8  | Петя Баракова      | 1994         | 180  | связующая   | «Куаныш» Петропавловск     |
| 9  | Елена Бечева       | 1998         | 185  | нападающая  | «Тирас» Тира               |
| 10 | Вангелия Рачковска | 1997         | 185  | нападающая  | «Аполлон» Лимасол          |
| 11 | Мария Кривошийска  | 2001         | 187  | центральная | ПАОК Салоники              |
| 12 | Ива Дудова         | 2006         | 198  | нападающая  | «Марица» Пловдив           |
| 13 | Мила Пашкулева     | 2003         | 175  | либеро      | «Марица» Пловдив           |
| 14 | Борислава Сайкова  | 2000         | 187  | центральная | «Марица» Пловдив           |
| 15 | Жана Тодорова      | 1997         | 170  | либеро      | «Марица» Пловдив           |
| 16 | Мирела Шахпазова   | 1997         | 174  | связующая   | «Корона» Брашов            |
| 23 | Микаэла Стоянова   | 2005         | 194  | нападающая  | «Левски» София             |
| 24 | Маргарита Гунчева  | 2006         | 182  | связующая   | «Марица» Пловдив           |
| 27 | Александра Сайкова | 2003         | 187  | центральная | ЦСКА София                 |
| 28 | Мерелин Николова   | 2003         | 188  | нападающая  | «Кимчхон Хай-пасс» Кимчхон |
| 29 | Кая Николова       | 2006         | 191  | центральная | «Марица» Пловдив           |

- Главный тренер —  Лоренцо Мичелли.
- Тренеры —  Габриэле Антола, Борислав Крачанов.

## Фотогалерея

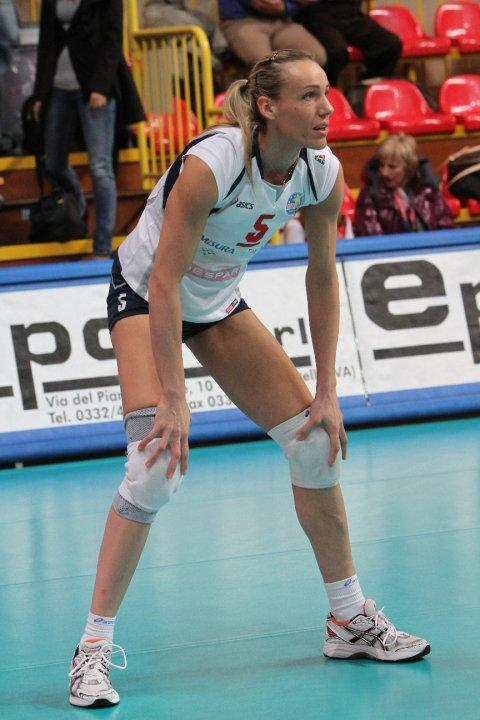
Антонина Зетова
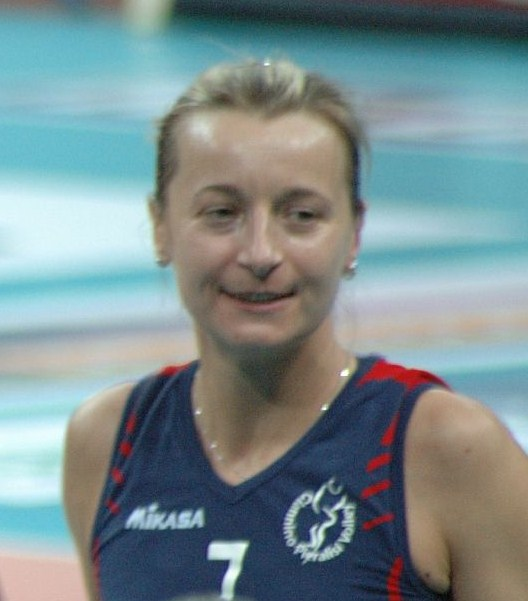
Нели Маринова-Нешич
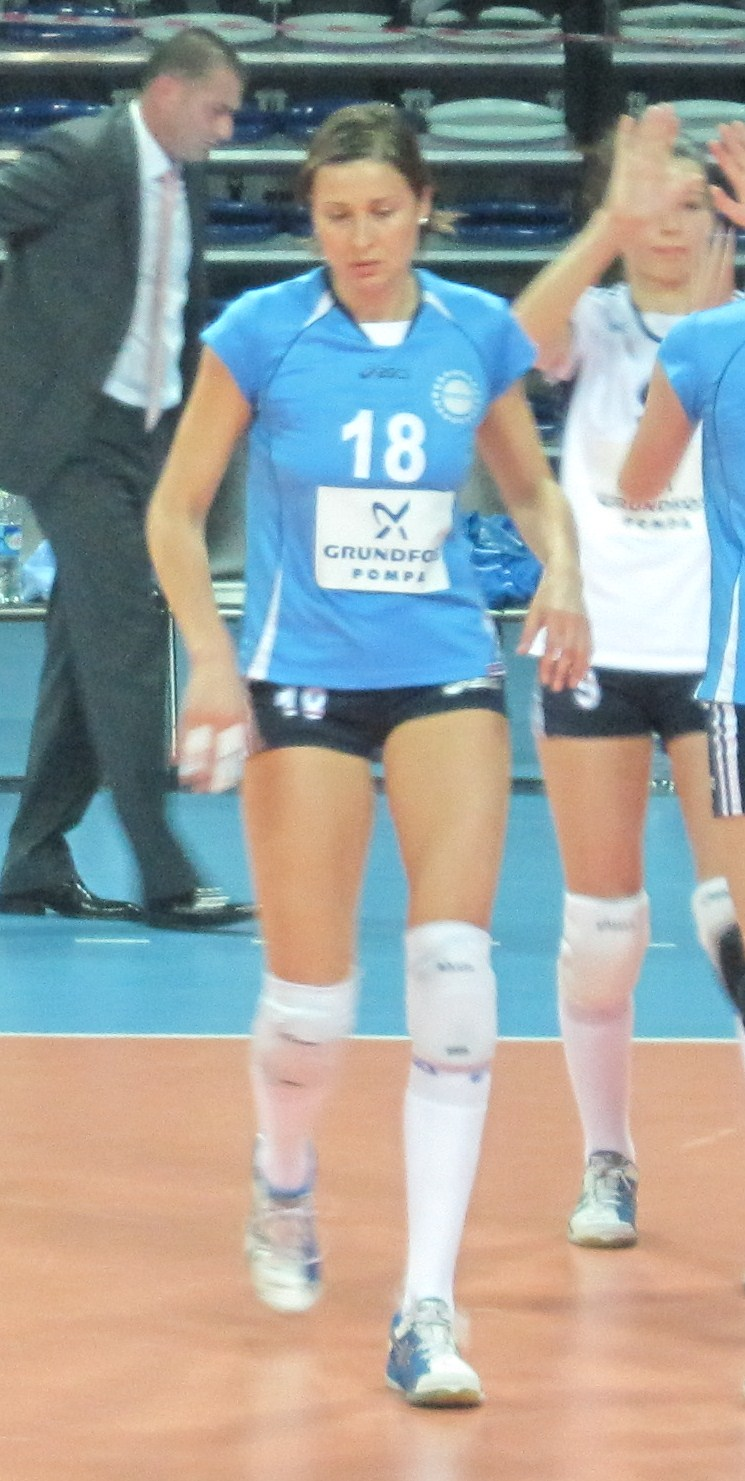
Анета Германова
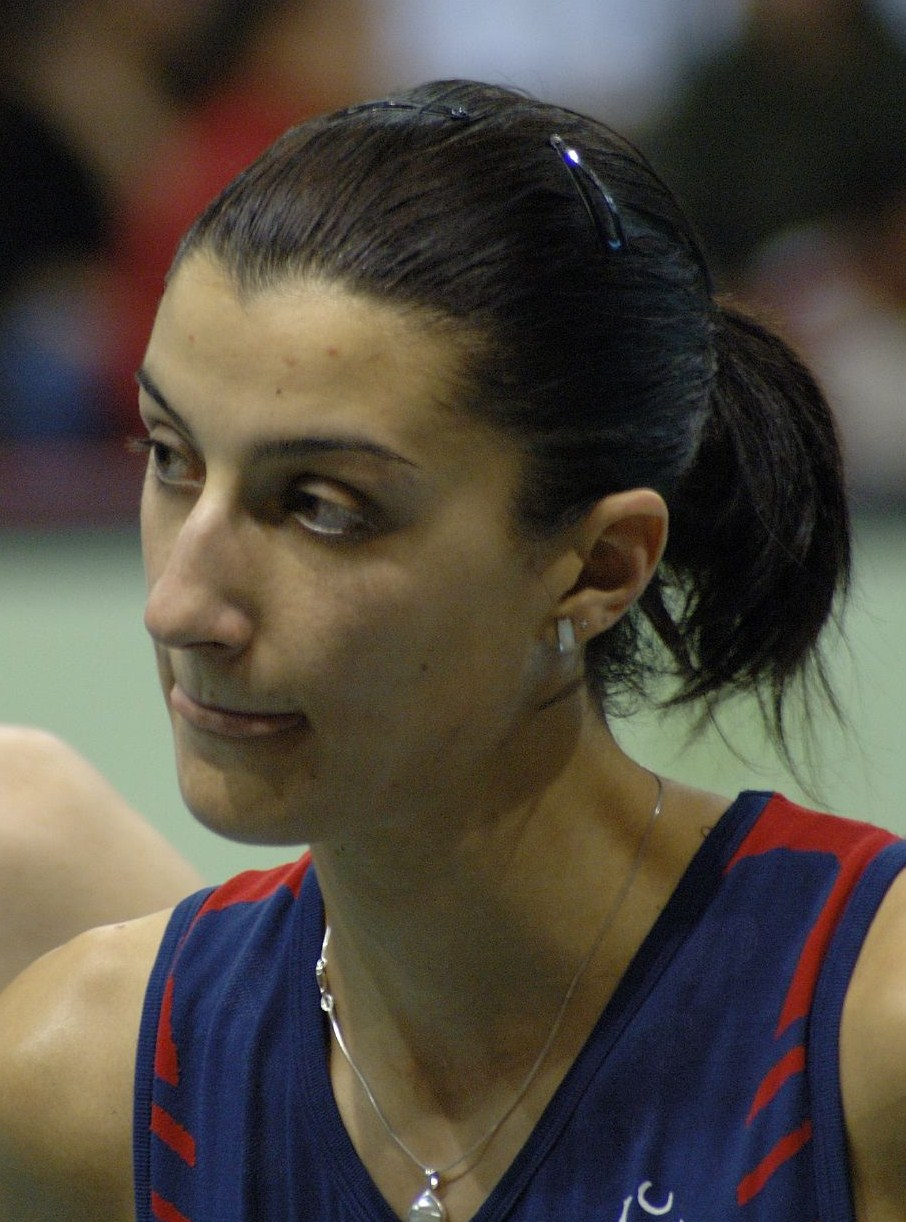
Илияна Петкова
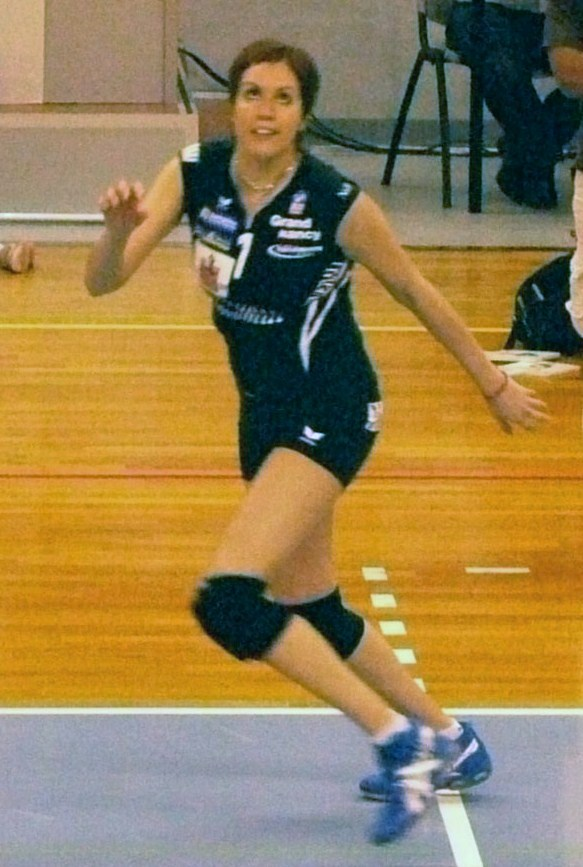
Илияна Гочева
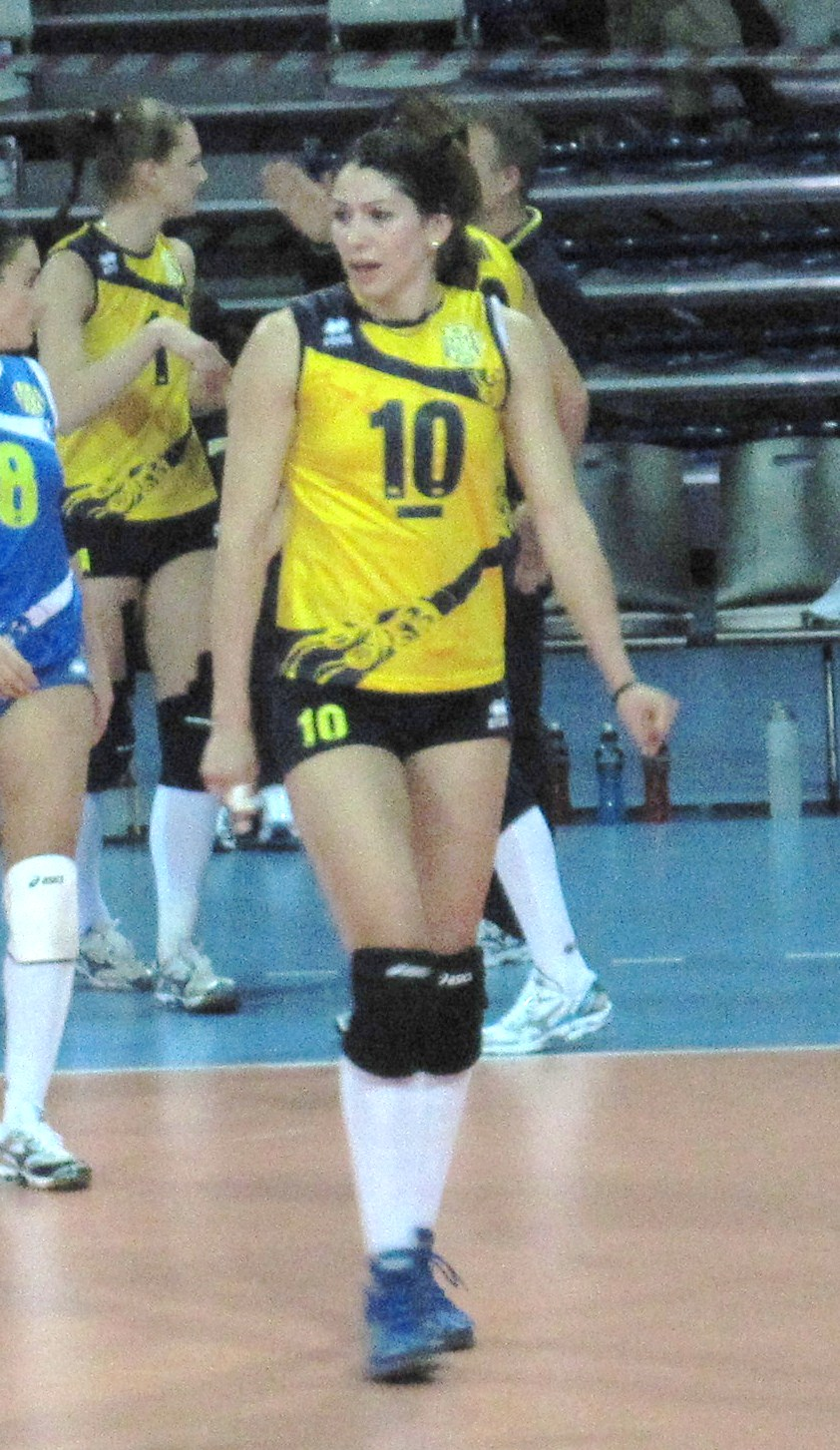
Радосвета Тенева-Миличевич
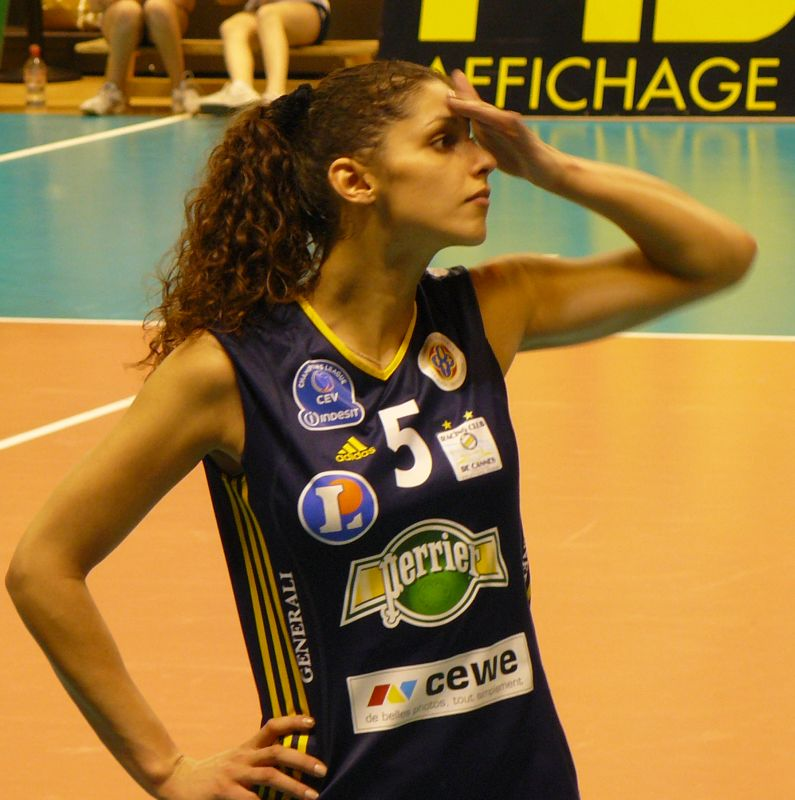
Ева Янева
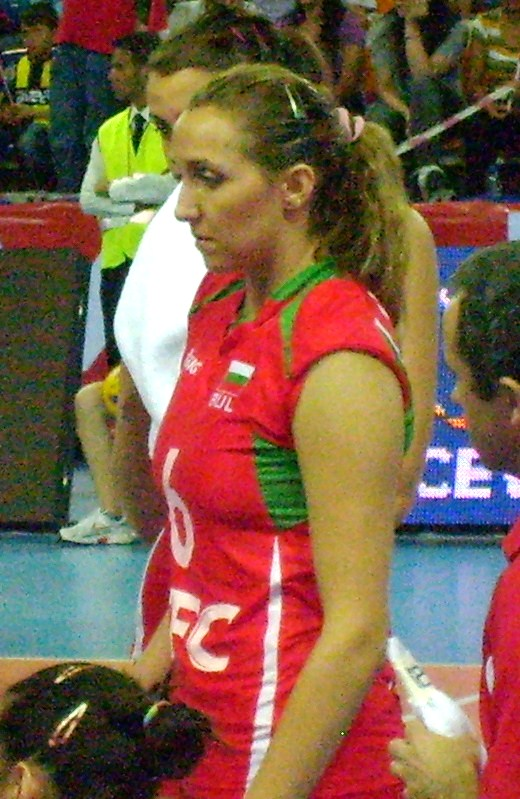
Цветелина Заркова
Страшимира Филипова
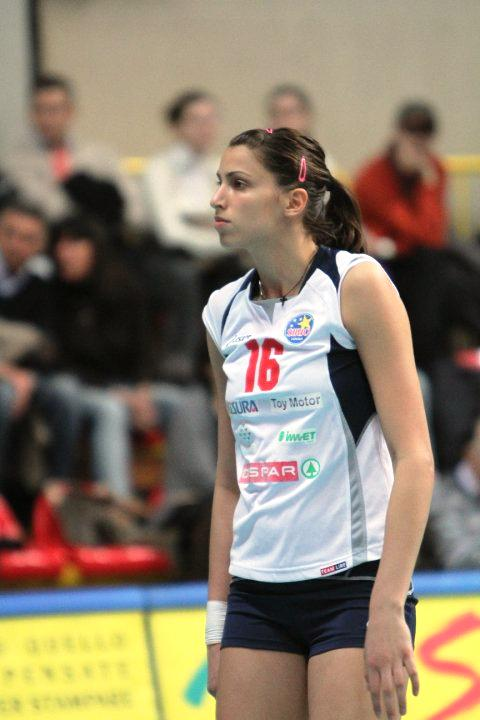
Элица Василева
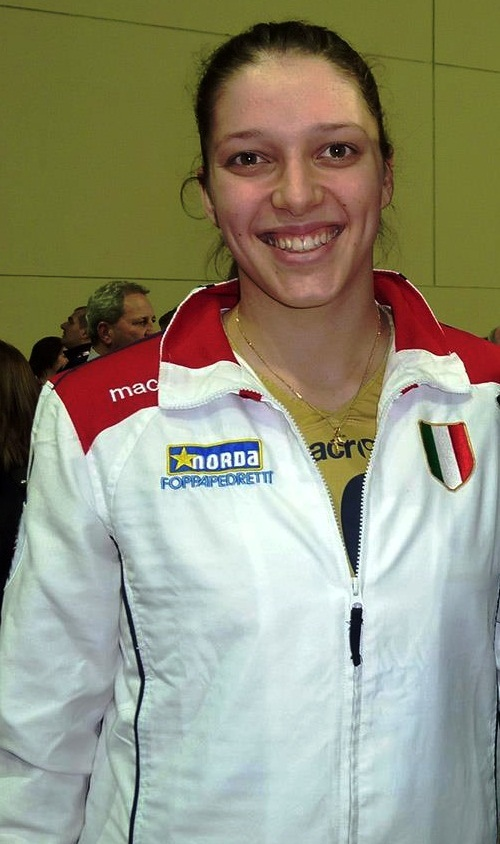
Христина Русева
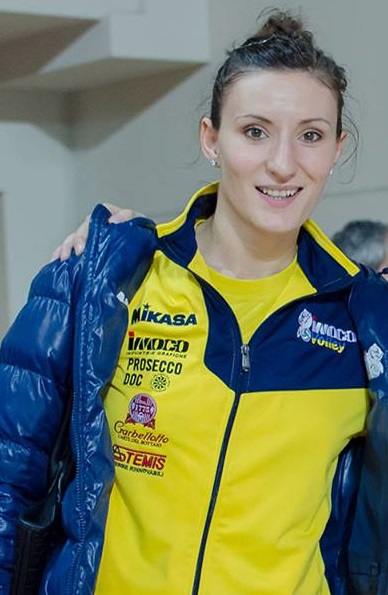
Эмилия Николова
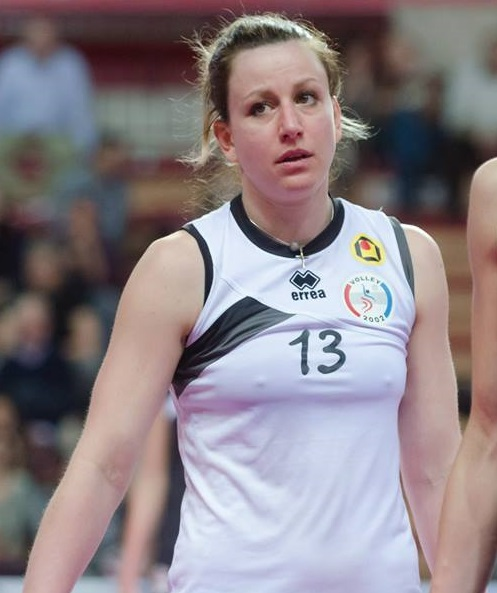
Мария Филипова